# نوو کورچن
نوو کورچن (به لاتین: Nowy Korczyn) یک روستا در لهستان است که در گمینا نوو کورچن واقع شده‌است. نوو کورچن ۱٬۰۳۲ نفر جمعیت دارد.